# Igreja da Misericórdia (Salvador)
A Santa Casa da Misericórdia da Bahia foi fundada em Abril de 1549, junto com a cidade de Salvador, servindo como hospital da capital da colonia. O hospital era dedicado a São Cristóvão nele existia um pequena capela que mais tarde se tornaria no conjunto atual.

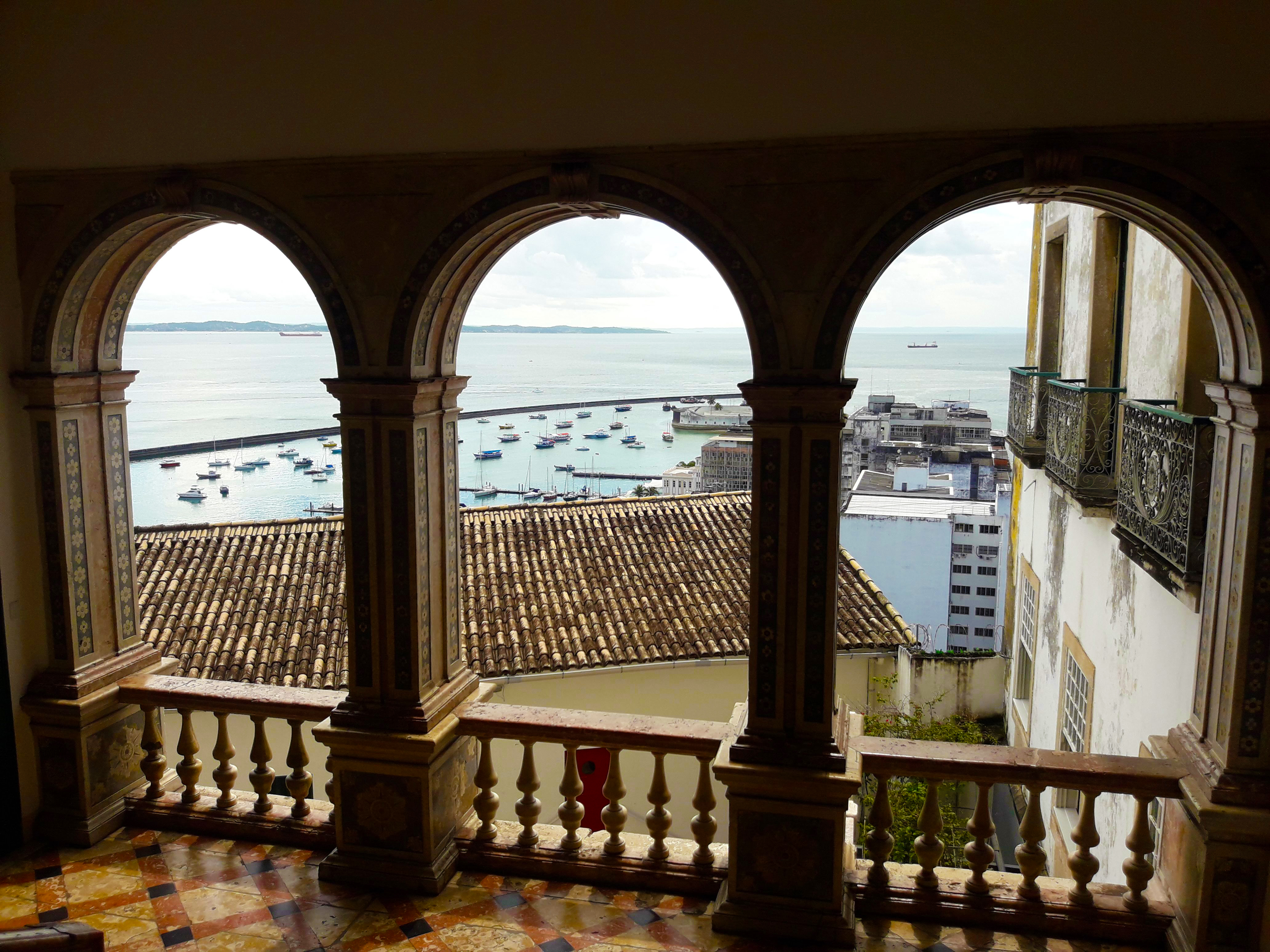
Baía de Todos os Santos vista da igreja.

A construção atual data de 1664 construída em estilo barroco, a partir de 1722 a igreja passou por uma série de reformas. O conjunto arquitetônico da Santa Casa inclui a igreja, a sacristia, uma cripta, o salão nobre e  uma escadaria de mármore português com uma vista para a Bahia de Todos os Santos, um dos grandes chamativos da igreja.
O local e um  marco da arquitetura colonial  portuguesa hoje funciona como museu e espaço cultural com exposições de arte sacra, quadros e outras memorabilias do Brasil Colônia e Império.
Em 1859 o imperador D. Pedro II visitou o local durante sua viagem pelas províncias do nordeste. No século XVI a igreja também foi palco para os sermões do Padre António Viera.
O Complexo foi tombado pelo IPHAN em 1938.

## Provedores da Santa Casa da Misericórdia da Bahia
- Antônio Pereira da Silva Moacir
- Bernardo Vieira Ravasco
- Teodósio Gonçalves da Silva